# Volley Pesaro
Il Volley Pesaro è stata una società pallavolistica femminile italiana con sede a Pesaro.

## Storia
Il Volley Pesaro viene fondato nel 2013 e nasce dall'unione di due società di Pesaro: il Robursport Volley Pesaro, rinunciatario alla partecipazione al campionato di Serie A1 e la Snoopy Pallavolo Pesaro, militante in Serie B1; proprio da questa ultime squadre la neonata società acquista il titolo sportivo. Nella stagione 2013-14 partecipa quindi alla terza divisione nazionale e nella stagione successiva, dopo aver chiuso al primo posto il proprio girone nella regular season, vince i play-off promozione, ottenendo la promozione in Serie A2.
Nella stagione 2015-16 debutta nel campionato cadetto, raggiungendo nell'annata 2016-17 la finale in Coppa Italia di Serie A2 e la promozione in Serie A1 grazie alla vittoria dei play-off promozione.
Esordisce quindi nella massima divisione nella stagione 2017-18, conquistando anche per la prima volta l'accesso alla Coppa Italia nell'edizione 2017-18, uscendo ai quarti di finale: al termine del campionato la società annuncia di non iscriversi nuovamente alla Serie A1 e ripartire dalla Serie B2, ma anche questa possibilità non si verifica, ponendo fine alle attività.